# Cuartel de Artillería (Murcia)
El cuartel de Artillería es un antiguo complejo militar de la ciudad de Murcia (Región de Murcia, España), edificado entre 1921 y 1925 en la calle Cartagena.
El complejo, también conocido como cuartel de Jaime I, fue donado al ayuntamiento de la ciudad a finales del siglo XX , convirtiéndolo en un complejo polivalente instalando en sus seis pabellones diversos museos e instituciones, tales como el Conservatorio Profesional de Música de Murcia, el museo de la Universidad de Murcia, el Centro Párraga de arte contemporáneo, el CENDEAC y la biblioteca municipal Río Segura.

## Historia
La historia del cuartel se remonta al primer cuarto del siglo XX, cuando el Ministerio de la Guerra decidió levantar en Murcia un recinto donde alojar al Regimiento de Infantería "Sevilla" número 33.
Fueron un total de 6 pabellones los que se construyeron entre 1921 y 1925 en el barrio del Carmen, en las proximidades del río Segura, en un estilo ecléctico con numerosas referencias decorativas de estilo andalusí y articulados en torno a un gran patio central cuadrado. Obra del ingeniero militar Tomás Moreno Lázaro, autor de numerosos edificios modernistas en la ciudad de Melilla, el nombre que recibió el acuartelamiento fue el de Jaime I El Conquistador.
Al Regimiento de Infantería nº33 le sucedería en 1930 el sexto Regimiento de Artillería Ligera, y más tarde el Regimiento de Artillería de Campaña nº18, que permanecerá hasta 1960.
Durante el pronunciamiento del 17 y 18 de julio de 1936, el Cuartel de Artillería fue rodeado por los obreros de la capital para frenar cualquier acción golpista provocando el fracaso de la sublevación en la ciudad.

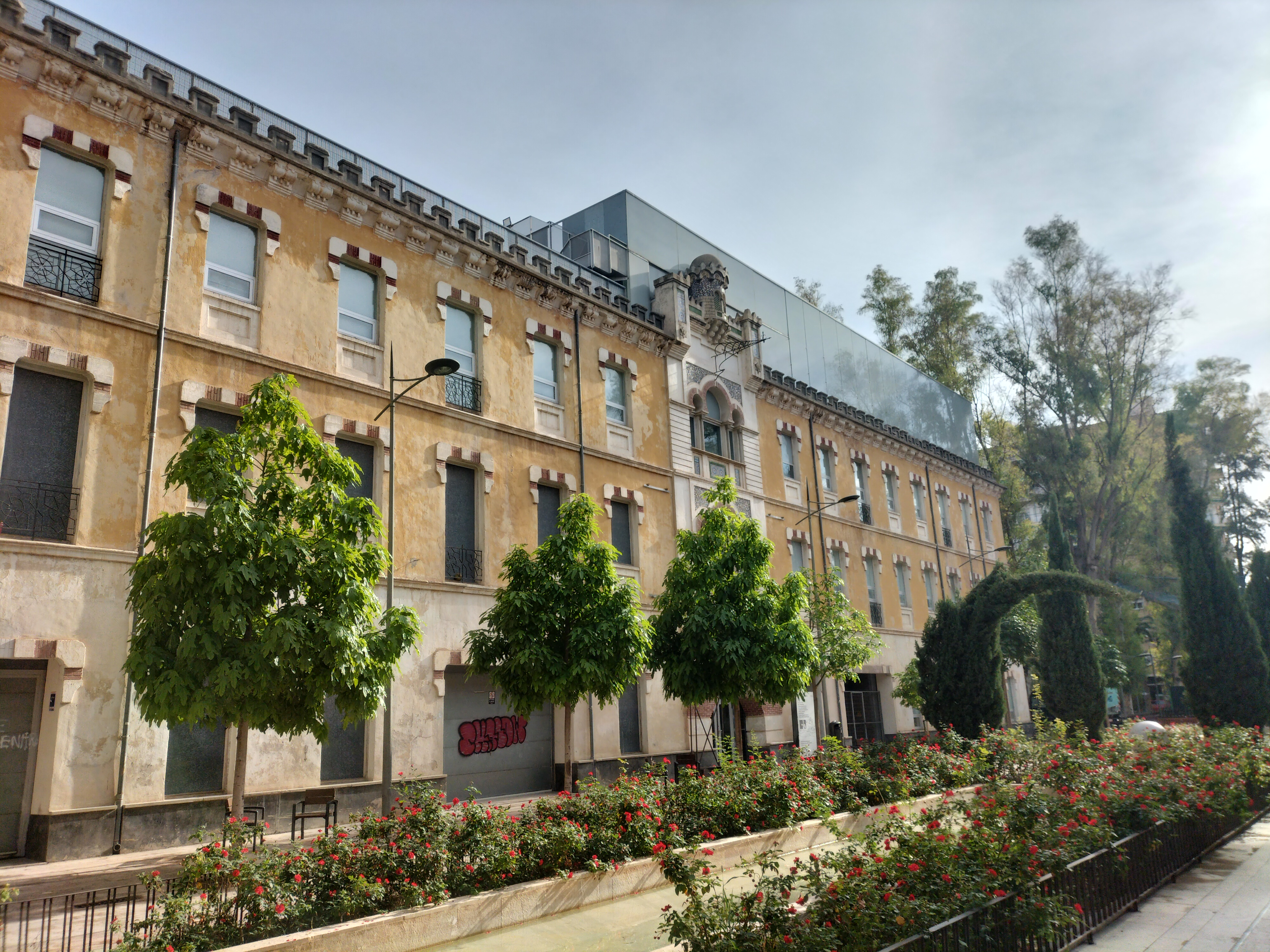
Cendeac y Centro Párraga

Desde el 8 de julio de 1960 el cuartel acogió a la bandera «Ortiz de Zárate», IIIª de paracaidistas del Ejército de Tierra y, desde 1966, al regimiento de artillería de campaña RACA 18.
Tras las reformas del Ejército de Tierra en la década de los años 1980, el acuartelamiento fue cedido al ayuntamiento de Murcia en 1998, que decidió realizar un profundo proyecto de rehabilitación y restauración para transformarlo en un complejo polivalente. 
El pabellón 2 acoge el Centro de Cultura Cuartel de Artillería, el pabellón 3 la Biblioteca Municipal Río Segura, el pabellón 4 el Museo de la Universidad de Murcia así como su acuario, el pabellón 5 los centros de arte contemporáneo CENDEAC y Centro Párraga, y en el pabellón 6 el Conservatorio Profesional de Música de Murcia. 

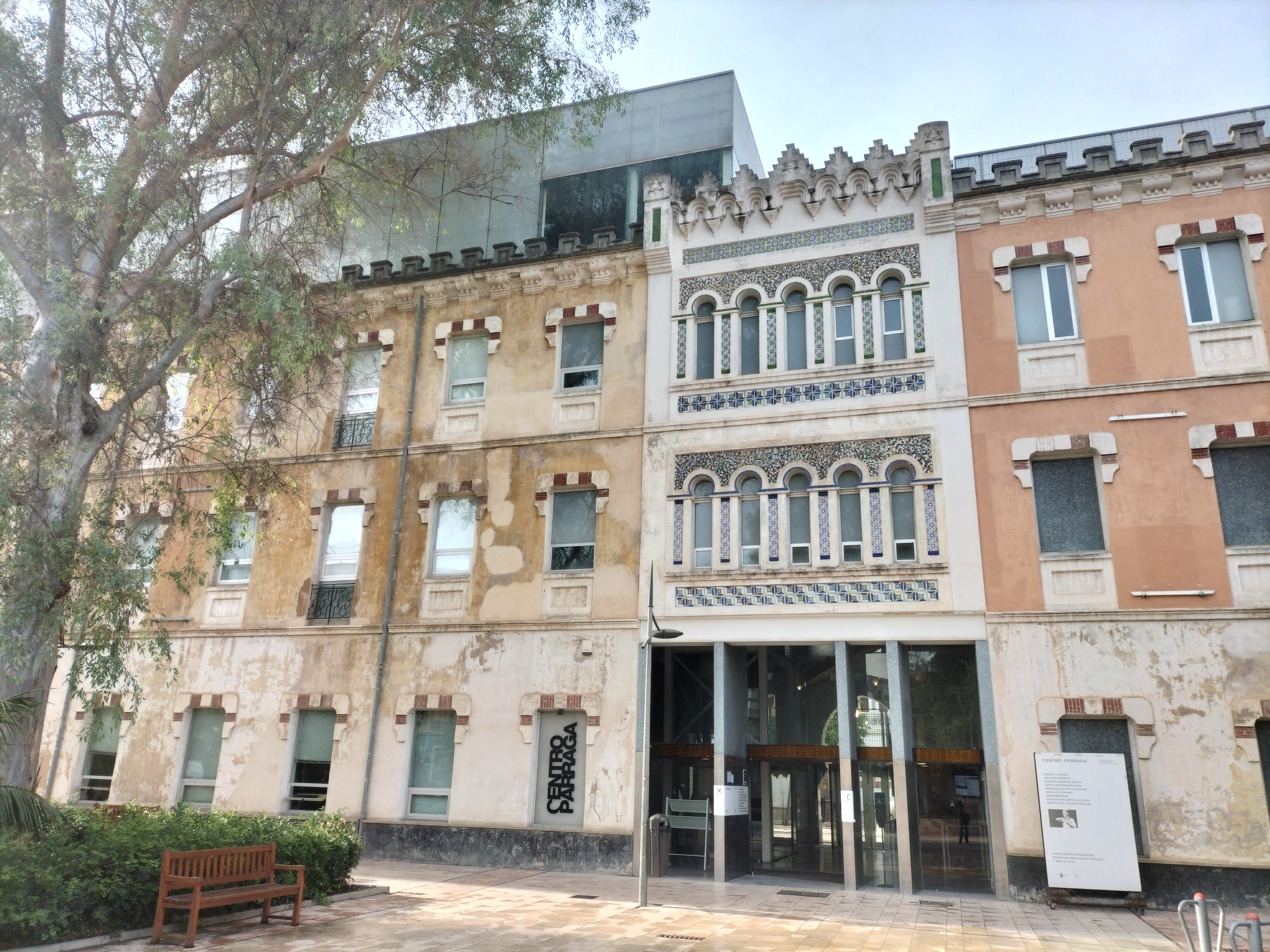
Cendeac y Centro Párraga

El último en ser rehabilitado ha sido el pabellón 1, el más grande del complejo y que posee la fachada principal del mismo, que da hacia la calle Cartagena. Acoge desde 2020 la colección de arte contemporáneo de la Galería T20.
En el 2001, el patio central del Cuartel fue escenario de la inauguración del VI Festival Olímpico de la Juventud Europea celebrado en Murcia.

## Arquitectura
Los distintos pabellones poseen un estilo historicista que utiliza un lenguaje entre neomedieval y neomudéjar. 
Destaca especialmente por el uso del color en las fachadas en las que se combinan hábilmente los revocos, la azulejería, el empleo del ladrillo y la carpintería.
De entre los distintos pabellones, la fachada más ornamentada es la del pabellón 1, la cual se dispone longitudinalmente frente a la calle Cartagena, la antigua entrada principal al complejo.